# Papyrus 13
- Papyrus
- Onciale
- Minuscules
- Lectionnaire

Le Papyrus 13 ({\displaystyle {\mathfrak {P}}}13) est une copie du Nouveau Testament en grec, réalisée sur un rouleau de papyrus au IIIe siècle (probablement entre 225 et 250).
{\displaystyle {\mathfrak {P}}}13 a été découvert par Bernard Pyne Grenfell et  Arthur Surridge Hunt à Oxyrhynque en Égypte. Il est actuellement conservé à la British Library et à la Bibliothèque Laurentienne.
Le texte qui subsiste est sur douze colonnes de 23 à 27 lignes chacune. Il s'agit de l'Épître aux Hébreux, (2:14-5:5; 10:8-22; 10:29-11:13; 11:28-12:17). La numérotation des pages suggère qu'un autre texte précédait dans le rouleau original.
Le texte est de type alexandrin. Kurt Aland le classe en Catégorie I. P13 est conforme au texte du Codex vaticanus et correspond à 80 % au {\displaystyle {\mathfrak {P}}}46. Il s'agit du plus grand manuscrit sur papyrus du Nouveau Testament en dehors des Papyri Chester Beatty.
{\displaystyle {\mathfrak {P}}}13 est écrit sur le verso du rouleau. Le recto contient des parties du texte de l'Histoire de Rome de Tite-Live, écrite vers l'an 200.